# ダイムラークライスラー・エアロスペース
ダイムラークライスラー・エアロスペース（DaimlerChrysler Aerospace、DASA）は、1989年からのダイムラー・ベンツの航空宇宙部門である。2000年7月、DASAは、アエロスパシアル・マトラ及びコンストルクシオネス・アエロナウティカス S.A.と合併し、EADSとなった。

## 歴史
DASA（Deutsche Aerospace Aktiengesellschaft）は、1989年5月19日にダイムラー・ベンツの航空宇宙部門MTUエアロ・エンジンズとドルニエの合併により設立された。1989年12月、ダイムラー・ベンツはメッサーシュミット・ベルコウ・ブロームを買収し、DASAに併合した。
1990年3月、ダイムラー・ベンツは、かつては分離した会社であった航空機、宇宙システム、防衛、民事システム、推進の5つの生産部門を統合する大規模なグループ再編を開始した。いくつかの会社は、独自の名前で存続し続けたが、1992年までにほとんどは完全統合された。1992年、ヘリコプター部門がアエロスパシアルのヘリコプター部門に加わり、ユーロコプターとなった。
1995年1月1日、社名がダイムラー・ベンツ・エアロスペースAG（Daimler-Benz Aerospace AG）に変更された。1998年にダイムラー・ベンツとクライスラーが合併したのに伴い、1998年11月7日には、再度社名がダイムラークライスラー・エアロスペースAG（DaimlerChrysler Aerospace AG）に変更された。

### EADSへの移行
1998年には、欧州の防衛企業の合併が主要課題となった。多くは欧州の中での合併だったが、アメリカ合衆国の防衛企業と合併することもあった。
2000年7月10日、DASAは、フランスのアエロスパシアル・マトラ及びスペインのコンストルチオネス・アエロナウチカスSAと合併し、EADS（European Aeronautic Defence and Space Company）となった。ダイムラークライスラー・エアロスペースは、現在はEADSドイツとして営業している。

## プロジェクト

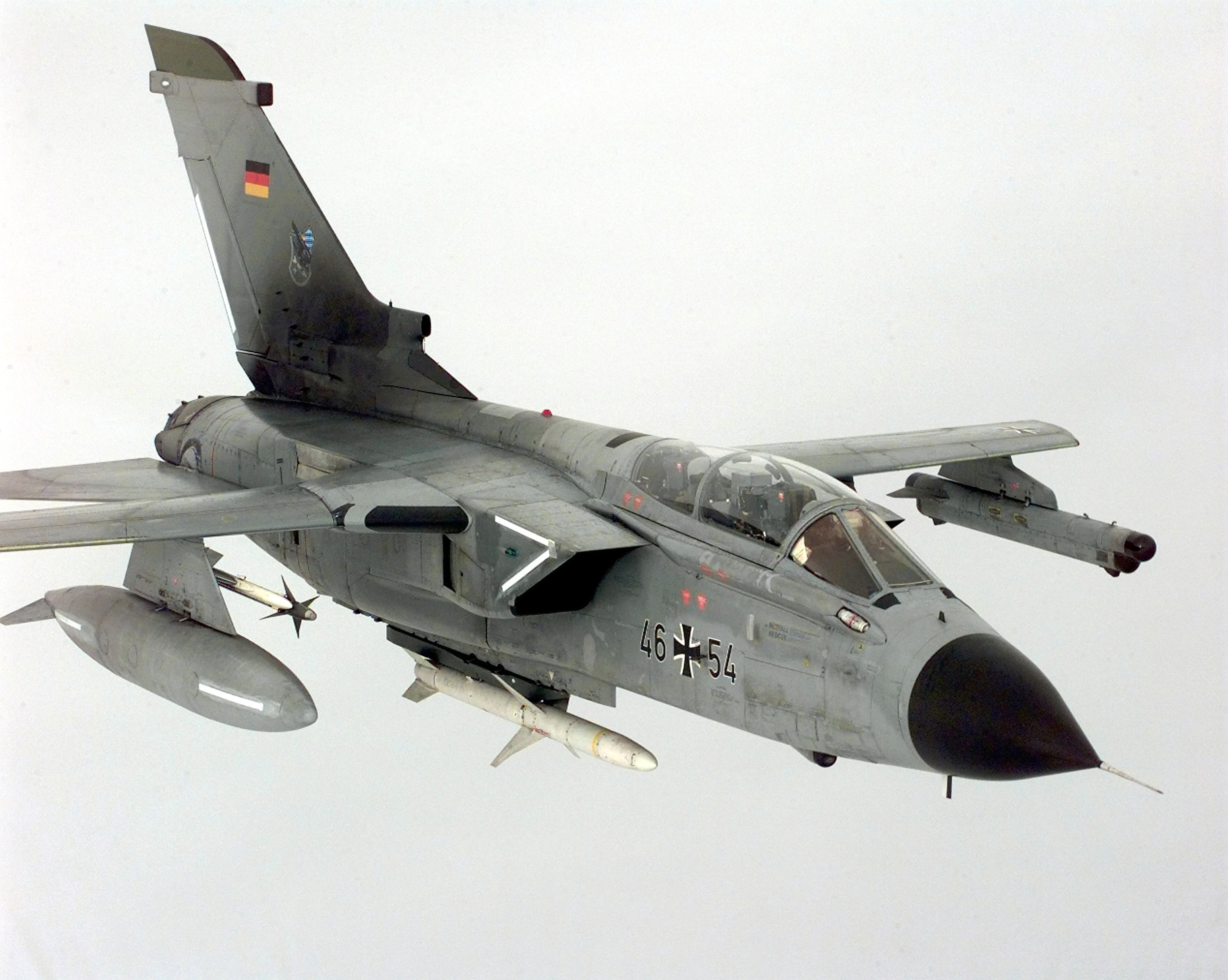
トーネード IDS

1993年、ダイムラークライスラー・エアロスペースが50%出資してMiG Aircraft Support GmbHが設立された。この会社は、24機のMiG-29をNATO標準に合うよう性能向上する仕事を請け負った。この航空機は、統合前の東ドイツから引き継がれたものであった。
ユーロファイター タイフーンコンソーシアムの一員として、ダイムラークライスラー・エアロスペースは、開発された全ての機体の中央部分を担当し、1機目は1994年3月にDASAのミュンヘン工場から飛び立った。DASAは、ドイツ軍のトーネード IDSの能力向上プランを担った。
ドイツとNATOの航空機製造の経験から、DASAは、F-4やE-3を含む多くの同盟国の航空機の性能向上を担当している。